# Masao Kawai
Pour les articles homonymes, voir Kawai (homonymie).
Masao Kawai (河合 雅雄, Kawai Masao), né le 2 janvier 1924 et mort le 14 mai 2021, est un primatologue japonais qui  met en œuvre le concept de kyokan (en) comme moyen d'étudier les primates dans son ouvrage Life of Japanese Monkeys (1969).

## Recherches
Masao Kawai a repris les recherches de Lyall Watson au fondement de la théorie du centième singe (transmission de connaissance supposée télépathique relevée chez les singes dans les îles japonaises) et a observé pour sa part des singes nageant d'île en île, expliquant la transmission entre les îles.

## Ouvrages
- Life of Japanese Monkeys (1969)
- Masao Kawai et Masayuki Yabuuchi, Des pieds et des mains, Paris, L'École des loisirs, coll. « Archimède », septembre 1995, 32 p. (ISBN 2-211-03460-8)